# Szkoła nad ziemią
Szkoła nad ziemią – jest dziedziną dresażu klasycznego, zaliczają się do niej ballotada, krupada, kurbetta, kapriola, lewada, pesada, mezair. „Szkoła nad ziemią” wywodzi się z naturalnej umiejętności wspinania się konia na wolności. Poprzez wieloletnie szkolenie koń rozwija swe umięśnienie i staje się tak posłuszny jeźdźcowi, że przy ugiętych stawach biodrowych i kolanowych cały ciężar utrzymuje na zadzie.

## Dresaż klasyczny
Dresaż klasyczny to zarówno „szkoła nad ziemią” jak i „szkoła na ziemi” czyli (piaff, pasaż, piruet).
Wszystkich powyższych figur dresażu klasycznego można nauczyć się m.in. w Hiszpańskiej Szkole Jazdy w Wiedniu.